# Bispebolle
En Bispebolle er en punchbowle fremstillet af fajance, og formet som en bispehue, der var populær i Danmark og Slesvig-Holsten i 1700- og 1800-tallet. Den blev brugt til at servere en alkoholisk drik kaldet en "biskop".

## Historie
Biskop-drinken stammer fra Tyskland, og navnet referer til biskopper violette tøj. Dens popularitet ledte til at der blev fremstillet specialiserede punchbowler fremstillet som bispehuer eller senere som en biskop.
Den første bispebolle i Danmark blev produceret af Store Kongensgade Fajancefabrik, der var landets første fajancefabrik, der blev grundlagt i København i 1722.

## DrikkenBiskop
De primære ingredienser i biskop-drinken er rødvin, pomerans og/eller appelsin (skal og juice) og sukker. Opskrifter fra anden halvdel af 1800-tallet nævner også at rom kan bruges både til at forbedre smag og holdbarhed. Eksempler på opskrifter kan bl.a. findes i følgende kogebøger:
- Beate Augustine Friedel: Nye og fuldstændige Confectyr-bog eller grundig Underviisning til selv at forfærdige alle muelige Slags Conditorievare; En Haandbog til Brug for Huusmødre, Mands- og Fruentimmer-kokke. Bogen er skrevet på tysk og oversat til dansk i 1795.
- Christopher Jacobsen: Nye Kogebog eller Anviisning til at koge, bage, stege, indsylte, henlægge, indslagte, anrette o.s.v. af C. Jacobsen (1815), Jacobsen var privat kok for grev Frederik Ahlefeldt-Laurvig på Tranekær Slot på Langeland.
- Anne Marie Mangor: Kogebog for smaa Huusholdninger indeholdende Anvisning til forskellige Retters og Kagers Tillavning, med nøiagtig angiven Maal og Vægt (1876),

## Udstillinger
Tidlige bispeboller fra Store Kongensgade Fajancefabrik findes på en række museer, heriblandt Davids Samling i København og Det Nationalhistoriske Museum på Frederiksborg Slot i Hillerød. Bispeboller fra værker i Slesvig kan ses på Museumsquartier St. Annen i Lübeck.
Den Gamle By har en bispebolle udformet som en siddende biskop, der blev fremstillet i Kellinghusen, Holstein omkring 1770. Figuren er 34 cm høj og den øverste halvdel kan tages af som et låg.

## Afbildninger
Et dansk frimærke fra 1970 viser en bispebolle. Tegningen blev lavet af Claus Achton Friis.